# Aleksandr Mikulin
Aleksandr Aleksándrovich Mikulin (del ruso: Александр Александрович Микулин) (2 de febrero / 14 de febrero de 1895 - 13 de mayo de 1985) fue un diseñador soviético de motores de aviación y jefe de diseño del OKB 24, Mikulin. Entre sus logros se encuentran el primer motor de aviación soviético con refrigeración líquida, el Mikulin AM-34 y el motor turborreactor Mikulin AM-3, que propulsó al primer avión de pasajeros soviético a reacción, el Tupolev Tu-104.
Nota: Las fechas dobles indican en primer lugar la fecha según el calendario juliano en vigor hasta la Revolución de Octubre (1917) y en segundo lugar, la fecha según el calendario gregoriano, utilizado en los países occidentales desde los siglos XVI - XVIII.
Motores:
- M-17
- AM-34
- AM-35
- AM-38
- AM-39
- AM-42
- AM-3

- Datos: Q962897
- Multimedia: Aleksandr Mikulin / Q962897